# Can Rossell (Sant Esteve de Palautordera)
|  | Aquest article tracta sobre Can Rossell de Sant Esteve de Palautordera. Vegeu-ne altres significats a « Can Rossell (desambiguació)». |

Can Rossell és un edifici al municipi de Sant Esteve de Palautordera a la comarca del Vallès Oriental. Està situada prop de can Giol i Ca l'Estrada, actualment dins la trama urbana del municipi. És catalogat a l'Inventari del Patrimoni Arquitectònic de Catalunya.
Es desconeix amb exactitud la data de construcció, si bé es conserva un pergamí on s'esmenten diverses dates relacionades amb Can Rossell o bé dels Rossells, la més antiga és de 1280.
És un edifici aïllat, de planta baixa, un pis i golfes, amb coberta a dos vessants i no té fonaments. La façana és de composició simètrica, té les finestres petites i de pedra, algunes són noves, la porta d'entrada és un arc de mig punt amb pedra. A l'altura del primer pis hi ha un rellotge de sol. A un costat de la casa hi ha uns afegits amb contraforts, que serveixen de quadres. Enganxada i formant part de la mateixa casa, hi ha la casa dels masovers, la qual es comunica amb l'edifici principal per dalt i per les quadres.
A la porta d'entrada hi ha la inscripció: IMSAM. Aquestes podrien significar per a molts que la casa hauria estat un convent o quelcom lligat amb l'església. Hi ha també una finestra amb uns caps en relleu, posats sota en lloc de sobre. En una finestra de baix hi ha la data de 1595. La casa s'ha anat eixamplant, l'última reforma es va fer fa a principi del segle xx.